# Liste der Veränderungen bei den erfüllenden und beauftragenden Gemeinden in Thüringen
Die Liste der Veränderungen bei den erfüllenden und beauftragenden Gemeinden in Thüringen enthält alle Änderungen an den Gebieten von erfüllenden Gemeinden im Freistaat Thüringen.

## Liste
| Name der erfüllenden Gemeinde/Name der beauftragenden Gemeinde | Erfüllend seit/Beauftragend seit | Erfüllend bis/Beauftragend bis | heutiger Landkreis     |
| -------------------------------------------------------------- | -------------------------------- | ------------------------------ | ---------------------- |
| Erfüllende Gemeinde Gößnitz                                    | 21.04.1995                       |                                | Altenburger Land       |
| Heyersdorf                                                     | 21.04.1995                       |                                | Altenburger Land       |
| Ponitz                                                         | 21.04.1995                       |                                | Altenburger Land       |
| Erfüllende Gemeinde Nobitz                                     | 06.07.2018                       |                                | Altenburger Land       |
| Göpfersdorf                                                    | 06.07.2018                       |                                | Altenburger Land       |
| Langenleuba-Niederhain                                         | 06.07.2018                       |                                | Altenburger Land       |
| Erfüllende Gemeinde Schmölln                                   | 01.01.2019                       |                                | Altenburger Land       |
| Dobitschen                                                     | 01.01.2019                       |                                | Altenburger Land       |
| Erfüllende Gemeinde Leinefelde                                 | 20.10.1995                       | 05.06.2000                     | Eichsfeld              |
| Beuren                                                         | 20.10.1995                       | 05.06.2000                     | Eichsfeld              |
| Erfüllende Gemeinde Uder                                       | 01.01.2024                       |                                | Eichsfeld              |
| Asbach-Sickenberg                                              | 01.01.2024                       |                                | Eichsfeld              |
| Dietzenrode/Vatterode                                          | 01.01.2024                       |                                | Eichsfeld              |
| Erfüllende Gemeinde Ohrdruf                                    | 28.07.1995                       |                                | Gotha                  |
| Crawinkel                                                      | 28.07.1995                       | 31.12.2018                     | Gotha                  |
| Gräfenhain                                                     | 28.07.1995                       | 31.12.2018                     | Gotha                  |
| Luisenthal                                                     | 28.07.1995                       |                                | Gotha                  |
| Wölfis                                                         | 28.07.1995                       | 31.12.2018                     | Gotha                  |
| Erfüllende Gemeinde Günthersleben-Wechmar                      | 23.06.1998                       | 05.07.2018                     | Gotha                  |
| Schwabhausen                                                   | 23.06.1998                       | 05.07.2018                     | Gotha                  |
| Erfüllende Gemeinde Drei Gleichen                              | 06.07.2018                       |                                | Gotha                  |
| Schwabhausen                                                   | 06.07.2018                       |                                | Gotha                  |
| Erfüllende Gemeinde Nessetal                                   | 01.01.2019                       |                                | Gotha                  |
| Sonneborn                                                      | 01.01.2019                       |                                | Gotha                  |
| Erfüllende Gemeinde Georgenthal                                | 31.12.2019                       |                                | Gotha                  |
| Emleben                                                        | 31.12.2019                       |                                | Gotha                  |
| Herrenhof                                                      | 31.12.2019                       | 31.12.2023                     | Gotha                  |
| Erfüllende Gemeinde Triebes                                    | 31.03.1995                       | 31.01.2006                     | Greiz                  |
| Weißendorf                                                     | 31.03.1995                       | 31.01.2006                     | Greiz                  |
| Dörtendorf                                                     | 29.12.1995                       | 31.01.2006                     | Greiz                  |
| Erfüllende Gemeinde Bad Köstritz                               | 21.12.1995                       |                                | Greiz                  |
| Caaschwitz                                                     | 21.12.1995                       |                                | Greiz                  |
| Hartmannsdorf                                                  | 15.03.1996                       | 31.12.2022                     | Greiz                  |
| Erfüllende Gemeinde Greiz                                      | 15.03.1996                       | 30.12.2019                     | Greiz                  |
| Neumühle/Elster                                                | 15.03.1996                       | 30.12.2019                     | Greiz                  |
| Erfüllende Gemeinde Weida                                      | 04.04.1996                       |                                | Greiz                  |
| Crimla                                                         | 04.04.1996                       |                                | Greiz                  |
| Erfüllende Gemeinde Zeulenroda-Triebes                         | 01.01.1997                       |                                | Greiz                  |
| Langenwolschendorf                                             | 01.01.1997                       |                                | Greiz                  |
| Weißendorf                                                     | 01.02.2006                       |                                | Greiz                  |
| Erfüllende Gemeinde Berga/Elster                               | 01.01.2008                       | 31.12.2011                     | Greiz                  |
| Mohlsdorf                                                      | 01.01.2008                       | 31.12.2011                     | Greiz                  |
| Teichwolframsdorf                                              | 01.01.2008                       | 31.12.2011                     | Greiz                  |
| Erfüllende Gemeinde Langenwetzendorf                           | 31.12.2013                       |                                | Greiz                  |
| Hohenleuben                                                    | 31.12.2013                       |                                | Greiz                  |
| Kühdorf                                                        | 31.12.2013                       | 31.12.2022                     | Greiz                  |
| Erfüllende Gemeinde Eisfeld                                    | 01.08.1996                       | 31.12.2018                     | Hildburghausen         |
| Bockstadt                                                      | 01.08.1996                       | 30.12.2013                     | Hildburghausen         |
| Sachsenbrunn                                                   | 01.01.2012                       | 31.12.2018                     | Hildburghausen         |
| Erfüllende Gemeinde Auengrund                                  | 01.08.1996                       |                                | Hildburghausen         |
| Brünn/Thür.                                                    | 01.08.1996                       |                                | Hildburghausen         |
| Erfüllende Gemeinde Schleusingen                               | 31.12.2012                       | 05.07.2018                     | Hildburghausen         |
| St. Kilian                                                     | 31.12.2012                       | 05.07.2018                     | Hildburghausen         |
| Erfüllende Gemeinde Arnstadt                                   | 18.10.1996                       | 31.12.2018                     | Ilm-Kreis              |
| Wachsenburggemeinde                                            | 18.10.1996                       | 30.12.2012                     | Ilm-Kreis              |
| Wipfratal                                                      | 18.10.1996                       | 31.12.2018                     | Ilm-Kreis              |
| Erfüllende Gemeinde Amt Wachsenburg                            | 01.01.2019                       | 30.12.2019                     | Ilm-Kreis              |
| Rockhausen                                                     | 01.01.2019                       | 30.12.2019                     | Ilm-Kreis              |
| Erfüllende Gemeinde Sondershausen                              | 04.02.1995                       | 30.12.1997                     | Kyffhäuserkreis        |
| Großfurra                                                      | 04.02.1995                       | 30.12.1997                     | Kyffhäuserkreis        |
| Berka                                                          | 17.03.1995                       | 30.12.1997                     | Kyffhäuserkreis        |
| Oberspier                                                      | 16.06.1995                       | 30.12.1997                     | Kyffhäuserkreis        |
| Erfüllende Gemeinde Roßleben                                   | 02.09.1995                       | 31.03.1999                     | Kyffhäuserkreis        |
| Bottendorf                                                     | 02.09.1995                       | 31.03.1999                     | Kyffhäuserkreis        |
| Schönewerda                                                    | 20.10.1995                       | 31.03.1999                     | Kyffhäuserkreis        |
| Erfüllende Gemeinde Ebeleben                                   | 20.10.1995                       |                                | Kyffhäuserkreis        |
| Abtsbessingen                                                  | 20.10.1995                       |                                | Kyffhäuserkreis        |
| Bellstedt                                                      | 20.10.1995                       |                                | Kyffhäuserkreis        |
| Freienbessingen                                                | 20.10.1995                       |                                | Kyffhäuserkreis        |
| Holzsußra                                                      | 20.10.1995                       |                                | Kyffhäuserkreis        |
| Rockstedt                                                      | 20.10.1995                       |                                | Kyffhäuserkreis        |
| Thüringenhausen                                                | 20.10.1995                       | 30.12.2019                     | Kyffhäuserkreis        |
| Wolferschwenda                                                 | 20.10.1995                       | 31.12.2020                     | Kyffhäuserkreis        |
| Erfüllende Gemeinde Bad Frankenhausen/Kyffhäuser               | 29.12.1995                       | 30.11.2007                     | Kyffhäuserkreis        |
| Esperstedt                                                     | 29.12.1995                       | 30.11.2007                     | Kyffhäuserkreis        |
| Erfüllende Gemeinde Wiehe                                      | 15.03.1996                       | 31.12.2018                     | Kyffhäuserkreis        |
| Donndorf                                                       | 15.03.1996                       | 31.12.2018                     | Kyffhäuserkreis        |
| Erfüllende Gemeinde Artern                                     | 01.01.2019                       |                                | Kyffhäuserkreis        |
| Borxleben                                                      | 01.01.2019                       |                                | Kyffhäuserkreis        |
| Gehofen                                                        | 01.01.2019                       |                                | Kyffhäuserkreis        |
| Kalbsrieth                                                     | 01.01.2019                       |                                | Kyffhäuserkreis        |
| Mönchpfiffel-Nikolausrieth                                     | 01.01.2019                       |                                | Kyffhäuserkreis        |
| Reinsdorf                                                      | 01.01.2019                       |                                | Kyffhäuserkreis        |
| Erfüllende Gemeinde An der Schmücke                            | 01.01.2019                       |                                | Kyffhäuserkreis        |
| Etzleben                                                       | 01.01.2019                       |                                | Kyffhäuserkreis        |
| Oberheldrungen                                                 | 01.01.2019                       |                                | Kyffhäuserkreis        |
| Erfüllende Gemeinde Nordhausen                                 | 23.09.1995                       | 31.03.1999                     | Nordhausen             |
| Steigerthal                                                    | 23.09.1995                       | 31.03.1999                     | Nordhausen             |
| Erfüllende Gemeinde Sollstedt                                  | 04.06.1996                       | 31.12.2008                     | Nordhausen             |
| Rehungen                                                       | 04.06.1996                       | 31.12.2008                     | Nordhausen             |
| Erfüllende Gemeinde Bleicherode                                | 30.06.1994                       | 31.12.2018                     | Nordhausen             |
| Etzelsrode                                                     | 30.06.1994                       | 31.12.2018                     | Nordhausen             |
| Friedrichsthal                                                 | 30.06.1994                       | 31.12.2018                     | Nordhausen             |
| Kehmstedt                                                      | 30.06.1994                       | 31.12.2018                     | Nordhausen             |
| Kleinbodungen                                                  | 30.06.1994                       | 31.12.2018                     | Nordhausen             |
| Kraja                                                          | 30.06.1994                       | 31.12.2018                     | Nordhausen             |
| Lipprechterode                                                 | 30.06.1994                       | 31.12.2018                     | Nordhausen             |
| Niedergebra                                                    | 30.06.1994                       | 31.12.2018                     | Nordhausen             |
| Obergebra                                                      | 30.06.1994                       | 30.11.2007                     | Nordhausen             |
| Erfüllende Gemeinde Heringen/Helme                             | 01.12.2010                       |                                | Nordhausen             |
| Görsbach                                                       | 01.12.2010                       |                                | Nordhausen             |
| Urbach                                                         | 01.12.2010                       |                                | Nordhausen             |
| Erfüllende Gemeinde Bleicherode                                | 01.01.2019                       |                                | Nordhausen             |
| Großlohra                                                      | 01.01.2019                       |                                | Nordhausen             |
| Kehmstedt                                                      | 01.01.2019                       |                                | Nordhausen             |
| Kleinfurra                                                     | 01.01.2019                       |                                | Nordhausen             |
| Lipprechterode                                                 | 01.01.2019                       |                                | Nordhausen             |
| Niedergebra                                                    | 01.01.2019                       |                                | Nordhausen             |
| Erfüllende Gemeinde Stadtroda                                  | 20.10.1995                       |                                | Saale-Holzland-Kreis   |
| Bollberg                                                       | 20.10.1995                       | 31.12.2018                     | Saale-Holzland-Kreis   |
| Möckern                                                        | 20.10.1995                       |                                | Saale-Holzland-Kreis   |
| Quirla                                                         | 20.10.1995                       | 31.12.2018                     | Saale-Holzland-Kreis   |
| Ruttersdorf-Lotschen                                           | 20.10.1995                       |                                | Saale-Holzland-Kreis   |
| Erfüllende Gemeinde Bürgel                                     | 04.06.1996                       |                                | Saale-Holzland-Kreis   |
| Graitschen b. Bürgel                                           | 04.06.1996                       |                                | Saale-Holzland-Kreis   |
| Nausnitz                                                       | 04.06.1996                       |                                | Saale-Holzland-Kreis   |
| Poxdorf                                                        | 04.06.1996                       |                                | Saale-Holzland-Kreis   |
| Erfüllende Gemeinde Eisenberg                                  | 01.08.1996                       |                                | Saale-Holzland-Kreis   |
| Gösen                                                          | 01.08.1996                       |                                | Saale-Holzland-Kreis   |
| Hainspitz                                                      | 01.08.1996                       |                                | Saale-Holzland-Kreis   |
| Petersberg                                                     | 01.08.1996                       |                                | Saale-Holzland-Kreis   |
| Rauschwitz                                                     | 01.08.1996                       |                                | Saale-Holzland-Kreis   |
| Mertendorf                                                     | 01.01.1997                       |                                | Saale-Holzland-Kreis   |
| Erfüllende Gemeinde Bad Klosterlausnitz                        | 30.06.1999                       |                                | Saale-Holzland-Kreis   |
| Albersdorf                                                     | 30.06.1999                       |                                | Saale-Holzland-Kreis   |
| Bobeck                                                         | 30.06.1999                       |                                | Saale-Holzland-Kreis   |
| Scheiditz                                                      | 30.06.1999                       |                                | Saale-Holzland-Kreis   |
| Schlöben                                                       | 30.06.1999                       |                                | Saale-Holzland-Kreis   |
| Schöngleina                                                    | 30.06.1999                       |                                | Saale-Holzland-Kreis   |
| Serba                                                          | 30.06.1999                       |                                | Saale-Holzland-Kreis   |
| Tautenhain                                                     | 30.06.1999                       |                                | Saale-Holzland-Kreis   |
| Waldeck                                                        | 30.06.1999                       |                                | Saale-Holzland-Kreis   |
| Weißenborn                                                     | 30.06.1999                       |                                | Saale-Holzland-Kreis   |
| Erfüllende Gemeinde Dornburg-Camburg                           | 30.06.1999                       | 31.01.2005                     | Saale-Holzland-Kreis   |
| Frauenprießnitz                                                | 30.06.1999                       | 31.01.2005                     | Saale-Holzland-Kreis   |
| Tautenburg                                                     | 30.06.1999                       | 31.01.2005                     | Saale-Holzland-Kreis   |
| Thierschneck                                                   | 30.06.1999                       | 31.01.2005                     | Saale-Holzland-Kreis   |
| Wichmar                                                        | 30.06.1999                       | 31.01.2005                     | Saale-Holzland-Kreis   |
| Erfüllende Gemeinde Neustadt an der Orla                       | 16.06.1995                       |                                | Saale-Orla-Kreis       |
| Breitenhain                                                    | 16.06.1995                       | 30.11.2010                     | Saale-Orla-Kreis       |
| Kospoda                                                        | 16.06.1995                       |                                | Saale-Orla-Kreis       |
| Linda b. Neustadt an der Orla                                  | 16.06.1995                       | 30.12.2019                     | Saale-Orla-Kreis       |
| Stanau                                                         | 16.06.1995                       | 31.12.2018                     | Saale-Orla-Kreis       |
| Erfüllende Gemeinde Remptendorf                                | 01.07.1999                       | 30.12.2019                     | Saale-Orla-Kreis       |
| Burgk                                                          | 01.07.1999                       | 30.12.2019                     | Saale-Orla-Kreis       |
| Liebschütz                                                     | 01.07.1999                       | 28.09.2000                     | Saale-Orla-Kreis       |
| Erfüllende Gemeinde Saalfeld/Saale                             | 12.05.1995                       | 30.11.2011                     | Saalfeld-Rudolstadt    |
| Arnsgereuth                                                    | 12.05.1995                       | 30.11.2011                     | Saalfeld-Rudolstadt    |
| Erfüllende Gemeinde Kaulsdorf                                  | 20.10.1995                       |                                | Saalfeld-Rudolstadt    |
| Hohenwarte                                                     | 20.10.1995                       |                                | Saalfeld-Rudolstadt    |
| Altenbeuthen                                                   | 01.01.1997                       |                                | Saalfeld-Rudolstadt    |
| Drognitz                                                       | 01.01.1997                       |                                | Saalfeld-Rudolstadt    |
| Erfüllende Gemeinde Rudolstadt                                 | 01.01.1997                       | 30.06.2002                     | Saalfeld-Rudolstadt    |
| Kirchhasel                                                     | 01.01.1997                       | 30.06.2002                     | Saalfeld-Rudolstadt    |
| Erfüllende Gemeinde Uhlstädt-Kirchhasel                        | 01.07.2002                       | 30.11.2007                     | Saalfeld-Rudolstadt    |
| Großkochberg                                                   | 01.07.2002                       | 30.11.2007                     | Saalfeld-Rudolstadt    |
| Heilingen                                                      | 01.07.2002                       | 30.11.2007                     | Saalfeld-Rudolstadt    |
| Erfüllende Gemeinde Königsee                                   | 01.01.2019                       |                                | Saalfeld-Rudolstadt    |
| Allendorf                                                      | 01.01.2019                       |                                | Saalfeld-Rudolstadt    |
| Bechstedt                                                      | 01.01.2019                       |                                | Saalfeld-Rudolstadt    |
| Erfüllende Gemeinde Meiningen                                  | 28.07.1995                       |                                | Schmalkalden-Meiningen |
| Herpf                                                          | 28.07.1995                       | 30.11.2010                     | Schmalkalden-Meiningen |
| Rippershausen                                                  | 28.07.1995                       |                                | Schmalkalden-Meiningen |
| Sülzfeld                                                       | 28.07.1995                       | 31.12.2023                     | Schmalkalden-Meiningen |
| Untermaßfeld                                                   | 28.07.1995                       |                                | Schmalkalden-Meiningen |
| Henneberg                                                      | 01.05.1996                       | 31.12.2018                     | Schmalkalden-Meiningen |
| Stepfershausen                                                 | 01.08.1996                       | 30.12.2019                     | Schmalkalden-Meiningen |
| Erfüllende Gemeinde Breitungen/Werra                           | 01.08.1996                       |                                | Schmalkalden-Meiningen |
| Fambach                                                        | 01.08.1996                       |                                | Schmalkalden-Meiningen |
| Heßles                                                         | 01.08.1996                       | 30.11.2008                     | Schmalkalden-Meiningen |
| Rosa                                                           | 01.08.1996                       |                                | Schmalkalden-Meiningen |
| Roßdorf                                                        | 01.08.1996                       |                                | Schmalkalden-Meiningen |
| Erfüllende Gemeinde Elxleben                                   | 01.01.1997                       |                                | Sömmerda               |
| Witterda                                                       | 01.01.1997                       |                                | Sömmerda               |
| Erfüllende Gemeinde Schalkau                                   | 28.07.1995                       | 30.12.2019                     | Sonneberg              |
| Bachfeld                                                       | 28.07.1995                       | 30.12.2019                     | Sonneberg              |
| Erfüllende Gemeinde Neuhaus am Rennweg                         | 01.01.1997                       |                                | Sonneberg              |
| Goldisthal                                                     | 01.01.1997                       |                                | Sonneberg              |
| Scheibe-Alsbach                                                | 01.01.1997                       | 30.12.2012                     | Sonneberg              |
| Siegmundsburg                                                  | 01.01.1997                       | 30.12.2012                     | Sonneberg              |
| Erfüllende Gemeinde Steinach                                   | 01.01.1997                       | 30.11.2011                     | Sonneberg              |
| Steinheid                                                      | 01.01.1997                       | 30.11.2011                     | Sonneberg              |
| Erfüllende Gemeinde Schlotheim                                 | 09.03.1995                       | 11.03.1999                     | Unstrut-Hainich-Kreis  |
| Bothenheilingen                                                | 09.03.1995                       | 11.03.1999                     | Unstrut-Hainich-Kreis  |
| Issersheilingen                                                | 09.03.1995                       | 11.03.1999                     | Unstrut-Hainich-Kreis  |
| Kleinwelsbach                                                  | 09.03.1995                       | 11.03.1999                     | Unstrut-Hainich-Kreis  |
| Körner                                                         | 09.03.1995                       | 11.03.1999                     | Unstrut-Hainich-Kreis  |
| Marolterode                                                    | 09.03.1995                       | 11.03.1999                     | Unstrut-Hainich-Kreis  |
| Neunheilingen                                                  | 09.03.1995                       | 11.03.1999                     | Unstrut-Hainich-Kreis  |
| Obermehler                                                     | 01.08.1996                       | 11.03.1999                     | Unstrut-Hainich-Kreis  |
| Erfüllende Gemeinde Herbsleben                                 | 31.03.1995                       |                                | Unstrut-Hainich-Kreis  |
| Großvargula                                                    | 31.03.1995                       |                                | Unstrut-Hainich-Kreis  |
| Erfüllende Gemeinde Südeichsfeld                               | 01.12.2011                       | 31.12.2023                     | Unstrut-Hainich-Kreis  |
| Rodeberg                                                       | 01.12.2011                       | 31.12.2023                     | Unstrut-Hainich-Kreis  |
| Erfüllende Gemeinde Vogtei                                     | 31.12.2012                       |                                | Unstrut-Hainich-Kreis  |
| Kammerforst                                                    | 31.12.2012                       |                                | Unstrut-Hainich-Kreis  |
| Oppershausen                                                   | 31.12.2012                       |                                | Unstrut-Hainich-Kreis  |
| Erfüllende Gemeinde Unstrut-Hainich                            | 01.01.2019                       | 31.12.2023                     | Unstrut-Hainich-Kreis  |
| Schönstedt                                                     | 01.01.2019                       | 31.12.2023                     | Unstrut-Hainich-Kreis  |
| Erfüllende Gemeinde Nottertal-Heilinger Höhen                  | 31.12.2019                       |                                | Unstrut-Hainich-Kreis  |
| Körner                                                         | 31.12.2019                       |                                | Unstrut-Hainich-Kreis  |
| Marolterode                                                    | 31.12.2019                       |                                | Unstrut-Hainich-Kreis  |
| Erfüllende Gemeinde Schweina                                   | 26.11.1994                       | 30.12.2012                     | Wartburgkreis          |
| Steinbach                                                      | 26.11.1994                       | 30.12.2012                     | Wartburgkreis          |
| Erfüllende Gemeinde Bad Salzungen                              | 01.03.1995                       |                                | Wartburgkreis          |
| Leimbach                                                       | 01.03.1995                       |                                | Wartburgkreis          |
| Erfüllende Gemeinde Stadtlengsfeld                             | 17.03.1995                       | 30.06.1996                     | Wartburgkreis          |
| Gehaus                                                         | 17.03.1995                       | 30.06.1996                     | Wartburgkreis          |
| Erfüllende Gemeinde Unterbreizbach                             | 31.03.1995                       | 31.07.1996                     | Wartburgkreis          |
| Sünna                                                          | 31.03.1995                       | 31.07.1996                     | Wartburgkreis          |
| Erfüllende Gemeinde Tiefenort                                  | 12.05.1995                       | 05.07.2018                     | Wartburgkreis          |
| Frauensee                                                      | 12.05.1995                       | 05.07.2018                     | Wartburgkreis          |
| Erfüllende Gemeinde Marksuhl                                   | 04.06.1996                       | 05.07.2018                     | Wartburgkreis          |
| Ettenhausen a.d. Suhl                                          | 04.06.1996                       | 05.07.2018                     | Wartburgkreis          |
| Wolfsburg-Unkeroda                                             | 04.06.1996                       | 05.07.2018                     | Wartburgkreis          |
| Erfüllende Gemeinde Geisa                                      | 01.01.1997                       |                                | Wartburgkreis          |
| Buttlar                                                        | 01.01.1997                       |                                | Wartburgkreis          |
| Gerstengrund                                                   | 01.01.1997                       |                                | Wartburgkreis          |
| Rockenstuhl                                                    | 01.01.1997                       | 30.12.2008                     | Wartburgkreis          |
| Schleid                                                        | 01.01.1997                       |                                | Wartburgkreis          |
| Erfüllende Gemeinde Ruhla                                      | 01.01.2006                       |                                | Wartburgkreis          |
| Seebach                                                        | 01.01.2006                       |                                | Wartburgkreis          |
| Erfüllende Gemeinde Kaltennordheim                             | 31.12.2013                       | 31.12.2018                     | Wartburgkreis          |
| Diedorf/Rhön                                                   | 31.12.2013                       | 31.12.2018                     | Wartburgkreis          |
| Empfertshausen                                                 | 31.12.2013                       | 31.12.2018                     | Wartburgkreis          |
| Erfüllende Gemeinde Dermbach                                   | 01.01.2019                       |                                | Wartburgkreis          |
| Empfertshausen                                                 | 01.01.2019                       |                                | Wartburgkreis          |
| Oechsen                                                        | 01.01.2019                       |                                | Wartburgkreis          |
| Weilar                                                         | 01.01.2019                       |                                | Wartburgkreis          |
| Wiesenthal                                                     | 01.01.2019                       |                                | Wartburgkreis          |
| Erfüllende Gemeinde Gerstungen                                 | 31.03.1995                       | 31.12.1995                     | Wartburgkreis          |
| Lauchröden                                                     | 31.03.1995                       | 31.12.1995                     | Wartburgkreis          |
| Erfüllende Gemeinde Blankenhain                                | 01.01.1996                       | 31.12.2001                     | Weimarer Land          |
| Magdala                                                        | 01.01.1996                       | 31.12.2001                     | Weimarer Land          |
| Erfüllende Gemeinde Bad Sulza                                  | 16.02.1996                       |                                | Weimarer Land          |
| Auerstedt                                                      | 16.02.1996                       | 30.12.2012                     | Weimarer Land          |
| Eberstedt                                                      | 16.02.1996                       |                                | Weimarer Land          |
| Flurstedt                                                      | 16.02.1996                       | 30.12.2012                     | Weimarer Land          |
| Gebstedt                                                       | 16.02.1996                       | 30.12.2012                     | Weimarer Land          |
| Großheringen                                                   | 16.02.1996                       |                                | Weimarer Land          |
| Ködderitzsch                                                   | 16.02.1996                       | 31.12.2018                     | Weimarer Land          |
| Niedertrebra                                                   | 16.02.1996                       |                                | Weimarer Land          |
| Obertrebra                                                     | 16.02.1996                       |                                | Weimarer Land          |
| Rannstedt                                                      | 16.02.1996                       | 31.12.2022                     | Weimarer Land          |
| Reisdorf                                                       | 16.02.1996                       | 30.12.2012                     | Weimarer Land          |
| Schmiedehausen                                                 | 16.02.1996                       |                                | Weimarer Land          |
| Wickerstedt                                                    | 16.02.1996                       | 30.12.2012                     | Weimarer Land          |
| Saaleplatte                                                    | 31.12.2013                       | 30.12.2019                     | Weimarer Land          |
| Erfüllende Gemeinde Ilmtal-Weinstraße                          | 31.12.2013                       | 31.12.2018                     | Weimarer Land          |
| Kromsdorf                                                      | 31.12.2013                       | 31.12.2018                     | Weimarer Land          |
| Erfüllende Gemeinde Am Ettersberg                              | 01.01.2019                       |                                | Weimarer Land          |
| Ballstedt                                                      | 01.01.2019                       |                                | Weimarer Land          |
| Ettersburg                                                     | 01.01.2019                       |                                | Weimarer Land          |
| Neumark                                                        | 01.01.2019                       |                                | Weimarer Land          |